# Aconurella minutissimus
Aconurella minutissimus är en insektsart som beskrevs av Matsumura 1908. Aconurella minutissimus ingår i släktet Aconurella och familjen dvärgstritar. Inga underarter finns listade i Catalogue of Life.